# Chrostosoma decisa
Chrostosoma decisa là một loài bướm đêm thuộc phân họ Arctiinae, họ Erebidae.